# Hubert du Mesnil
Pour les articles homonymes, voir Dumesnil.
Hubert du Mesnil, né le 24 septembre 1950 à Bayonne (Pyrénées-Atlantiques), est un ingénieur et haut fonctionnaire français qui a mené la plus grande partie de sa carrière dans les infrastructures de transport. Président-directeur général de Réseau ferré de France (RFF) de 2007 à 2012, il est depuis avril 2013, président du conseil d'administration de Lyon Turin Ferroviaire SAS puis de Tunnel Euralpin Lyon Turin SAS, la société chargée de la construction puis de la gestion de la liaison ferroviaire transalpine Lyon - Turin. Il est également depuis 2015 directeur du collège des Bernardins à Paris.

## Biographie
Hubert Marie du Mesnil est né le 24 septembre 1950 à Bayonne. Il est diplômé en 1969 de l’École polytechnique, et en  1974 de l’École nationale des ponts et chaussées (ENPC). Il est ingénieur général des ponts, des eaux et des forêts (IPEF).

### Carrière
Ingénieur, Hubert du Mesnil est successivement chargé de mission, puis chargé de l’arrondissement mixte de Saint-Malo de 1974 à 1981 à la direction départementale de l’équipement d’Ille-et-Vilaine. Il a notamment agrandi le port de Saint-Malo, mené les premières études pour le désensablement du mont Saint-Michel, aménagé le sentier du littoral. Il occupe ensuite les fonctions de directeur de l’exploitation du port autonome de Marseille de 1981 à 1988 puis celles de directeur général du port autonome de Dunkerque de 1988 à 1993 où il appliqua la réforme des ports. Il arrive à Dunkerque en pleine crise économique locale, entre la fermeture définitive des chantiers navals et la  crise de sidérurgie. Ensuite, au ministère des Transports et de l’Équipement, il remplit les fonctions de directeur des ports et de la navigation maritime de 1993 à 1995, c'est-à-dire tout le littoral, les phares et balises, y compris des départements d'Outre-mer, puis de directeur des Transports terrestres de 1995 à 2001. Il est nommé Ingénieur général des ponts et chaussées le 1er janvier 2001. Il est directeur général d'Aéroports de Paris de 2001 à 2005, chargé de  transformer cette entreprise publique et de préparer son entrée en bourse.
Le 19 octobre 2005, Hubert du Mesnil devient directeur général de Réseau ferré de France, avant de cumuler cette fonction avec celle de président du conseil d'administration en mars 2007. Il est reconduit le 7 septembre 2007 pour un mandat de 5 ans.
Il est président du conseil d'administration de Lyon Turin Ferroviaire SAS de mars 2013 à mars 2015 et depuis de Tunnel Euralpin Lyon Turin SAS (société chargée de la construction puis de la gestion de la liaison ferroviaire transalpine Lyon - Turin). 
Il est directeur général du collège des Bernardins, un lieu de rencontres, de dialogues, de formation et de culture géré par l'archidiocèse de Paris.
Hubert du Mesnil exerce ou a exercé également les fonctions suivantes :
- président du conseil d'administration  de l’Institut français des sciences et technologies des transports, de l'aménagement et des réseaux (IFSTTAR) depuis septembre 2011[9] ;
- président de l'Institut de la gestion déléguée (IGD)[10] depuis décembre 2012, une fondation d'entreprises visant à améliorer la qualité et les performances des services publics.

## Distinctions
- Commandeur de la Légion d'honneur (2015)
- Commandeur de l'ordre national du Mérite
- Officier de l'ordre des Arts et des Lettres
- Chevalier de l'ordre du Mérite maritime